# Zeugenbeistand
Als Zeugenbeistand bezeichnet man den Rechtsbeistand eines Zeugen im Zivil- und Strafprozessrecht.

## Recht auf einen Beistand
Das Bundesverfassungsgericht entschied bereits 1974, dass der Ausschluss eines Rechtsbeistands von der Zeugenvernehmung gegen das im Rechtsstaatsprinzip enthaltene Recht auf ein faires Verfahren verstoßen kann. Der Zeuge darf nicht „zum bloßen Objekt eines Verfahrens“ gemacht werden, auch, wenn er nicht Partei des Verfahrens ist, sondern lediglich eine prozessuale Funktion als Beweismittel einnimmt. Außerdem kann ein solcher Ausschluss einen Anwalt – der gemäß § 3 BRAO das Recht hat, in Rechtsangelegenheiten aller Art vor Gerichten aufzutreten – in seiner Berufsausübungsfreiheit verletzen.
Dieser Grundsatz begründet – mangels einer ausdrücklichen gesetzlicher Regelung in der ZPO – bis heute in Zivilprozessen die Zulässigkeit eines Zeugenbeistands.
Für das Strafverfahren wurde durch das Zeugenschutzgesetz (ZSchG) mit Wirkung zum 1. Dezember 1998 in § 68b StPO ausdrücklich geregelt, dass ein Zeuge das Recht hat, sich eines Beistands zu bedienen. Einem Zeugenbeistand ist die Anwesenheit bei der Vernehmung zu gestatten.
Der Ausschluss des Zeugenbeistands im Strafverfahren ist in § 68b Abs. 1 S. 3 ff. StPO geregelt. Danach kann der Zeugenbeistand grundsätzlich ausgeschlossen werden, wenn „bestimmte Tatsachen die Annahme rechtfertigen, dass seine Anwesenheit die geordnete Beweiserhebung nicht nur unwesentlich beeinträchtigen würde“. Dies soll in der Regel der Fall sein, wenn
1. der Beistand an der zu untersuchenden Tat oder an einer mit ihr im Zusammenhang stehenden Begünstigung, Strafvereitelung oder Hehlerei beteiligt ist,
2. das Aussageverhalten des Zeugen dadurch beeinflusst wird, dass der Beistand nicht nur den Interessen des Zeugen verpflichtet erscheint, oder
3. der Beistand die bei der Vernehmung erlangten Erkenntnisse für Verdunkelungshandlungen im Sinne des § 112 Abs. 2 Nr. 3 StPO nutzt oder in einer den Untersuchungszweck gefährdenden Weise weitergibt.

Insbesondere der Ausschlussgrund in Nr. 2 ist aufgrund seiner möglichen uferlosen Anwendung auf erhebliche Kritik gestoßen.
Bereits nach früherer Rechtslage war ein Ausschluss grundsätzlich möglich, u. a., wenn dieser versucht, die Beweiserhebung zu erschweren oder zu behindern. Dazu bedarf es jedoch einer Rechtsgrundlage. Für den Fall, dass die in §§ 176 ff. GVG festgelegten Bestimmungen dazu nicht ausreichten, rief das Bundesverfassungsgericht den Gesetzgeber auf, entsprechende Regelungen zu treffen.

## Stellung des Zeugenbeistands
In seiner Entscheidung aus dem Jahr 1974 hat das Bundesverfassungsgericht festgestellt, dass ein Rechtsbeistand nicht mehr Befugnisse haben kann als der Zeuge selbst. Dementsprechend hat der Beistand keine selbstständigen Antragsrechte, ihm steht kein Recht auf Akteneinsicht oder auf Anwesenheit außerhalb der Vernehmung des Zeugen (§ 58 Abs. 1 Satz 1, § 243 Abs. 2 Satz 1 StPO) zu. Er ist kein Verfahrensbeteiligter und erscheint daher auch nicht in Robe zur Verhandlung.
Erweiterte Rechte hat lediglich der Verletztenbeistand gemäß §§ 406e ff. StPO. Dieser kann für den Verletzten Einsicht in die Akten nehmen und hat während dessen Vernehmung ein Anwesenheitsrecht.

## Kosten
Die Kosten für den Zeugenbeistand hat grundsätzlich der Zeuge selbst zu tragen.
Im Jahr 1998 wurde durch das Zeugenschutzgesetz für das Strafverfahren jedoch die Möglichkeit geschaffen, einem Zeugen mit Zustimmung der Staatsanwaltschaft für die Dauer der Vernehmung einen Rechtsanwalt beizuordnen, sofern ersichtlich ist, dass der Zeuge seine Befugnisse bei der Vernehmung nicht selbst wahrnehmen kann und seinen schutzwürdigen Interessen auf andere Weise nicht Rechnung getragen werden kann (§ 68b Absatz 2 StPO).
Eine Kostenerstattung im Zivilprozess gibt es bisher mangels gesetzlicher Regelung nicht.